# Inter-Amerikaanse Commissie voor de Rechten van de Mens
De Inter-Amerikaanse Commissie voor de Rechten van de Mens (IACHR) is sinds 1959 een autonoom orgaan van de Organisatie van Amerikaanse Staten (OAS). 
Samen met het Inter-Amerikaanse Hof voor de Rechten van de Mens is het een van de organen van de OAS voor de bevordering en bescherming van de mensenrechten. 
De IACHR is een permanent orgaan, met hoofdkantoor in Washington D.C. en komt verschillende keren per jaar in regelmatige en speciale sessies bijeen om aangevoerde schendingen van de mensenrechten te onderzoeken. 
Aan de juridische basis liggen drie documenten: 
- het Handvest van de Organisatie van Amerikaanse Staten
- de Amerikaanse Verklaring van de Rechten en Plichten van de Mens
- het Amerikaans Verdrag van de Rechten van de Mens

In de algemene vergadering van de OAS worden leden voor de commissie gekozen. Op 23 juni 2023 werd de Surinaamse Gloria de Mees tot commissaris gekozen. Van 2014 tot 2017 dient ze hier als eerste Surinamer in deze functie.